# Phalaenopsis amabilis
Phalaenopsis amabilis (lat. amabilis bedeutet lieblich, liebenswert) ist eine Art aus der Familie der Orchideen (Orchidaceae). Weiterhin ist diese Art die Typusart der Gattung Phalaenopsis.

## Merkmale
Phalaenopsis amabilis ist eine monopodial wachsende Orchidee, die überwiegend epiphytisch wächst.
Die 4–6 elliptisch geformten, ledrig-fleischigen Blätter können eine Länge von 50 cm und eine Breite von 10 cm erreichen. Die Blütenstände können über 100 cm lang werden, häufig verzweigend. Die Sepalen und Petalen der 9–10 cm breiten zygomorphen Blüten sind weiß. Die dreilappige Lippe ist gelb, der Kallus ist zusätzlich bedeckt von rötlichen Punkten.
Nach der Bestäubung verwelken die Blütenblätter, die Farbe der Samenkapsel variiert je nach Region, aus der die Pflanze stammt, von braun bis grün. Dabei nimmt die ca. 7 cm lange Samenkapsel die Farbe des Blütentriebs an.

## Bekannte Formen und Varietäten
Aufgrund des großen Verbreitungsgebiets von Phalaenopsis amabilis gibt es eine Vielzahl an lokalen Varietäten und Formen, deren systematische Einordnung in den letzten 200 Jahren oft überarbeitet wurde.
Aktuelle beschrieben sind folgende Formen, Varietäten und Unterarten: 
- Phalaenopsis amabilis subsp. amabilis: Sie kommt im westlichen und zentralen Malesien vor.[1]
- Phalaenopsis amabilis Blume subsp. moluccana Christenson: Sie kommt vom nordöstlichen Borneo bis zu den Molukken vor.[1]
- Phalaenopsis amabilis Blume subsp. rosenstromii Christenson: Sie kommt in Neuguinea, im Bismarck-Archipel und in Queensland vor.[1]
- Phalaenopsis amabilis Blume f. fuscata O.Gruss & M.Wolff
- Phalaenopsis amabilis Blume f. concolor Baume & Christenson

## Verbreitung
Phalaenopsis amabilis ist weit verbreitet in Südostasien, Exemplare dieser Art wurden bisher in Nordaustralien, Papua-Neuguinea, Malaysia, den Philippinen und Indonesien gefunden.

## Geschichte
Phalaenopsis amabilis wurde erstmals von Peter Osbeck 1752 auf einer Reise von China nach England entdeckt. Dieses Exemplar wurde 1753 von Linnæus als Epidendrum amabile in Species Plantarum Band 2, Seite 952 beschrieben. 1827 wurde Phalaenopsis amabilis von Blume erneut in Bijdragen tot de Flora van Nederlandsch Indie Band 7 Seite 294 beschrieben und mit dieser Typusart schuf er die Gattung Phalaenopsis.

## Bedeutung
Aufgrund der vielen, großen, Blüten und der verhältnismäßig langen Blütezeit ist diese Art in der heutigen Züchtung von neuen Hybriden essentiell wichtig.
Weiterhin hat Phalaenopsis amabilis in Indonesien eine große Bedeutung, diese Art soll als eins von drei floralen Emblemen Indonesien sowie die Biodiversität von Indonesien widerspiegeln, dort gilt sie als Flower of charm (Indonesisch: Puspa pesona).